# Payback Time
Payback Time ist das 2009 erschienene Debütalbum der estnischen Sängerin Marya Roxx.

## Produktion und Erfolg
Zusammen mit Kevin Shirley (Iron Maiden, Journey) arbeitete Ex-Vanilla-Ninja-Bassistin und -Sängerin Maarja Kivi im Sommer und Herbst 2007 in den Vereinigten Staaten an ihrem Debütalbum. Im Dezember 2007 änderte sie ihren Künstlernamen zu Marya Roxx und trennte sich von ihrem bisherigen Management bei Icezone Music. Für das Album engagierte sie Studiomusiker wie Paul Crook, Derek Sherinian (unter anderem Billy Idol und Alice in Chains) sowie die beiden Schlagzeuger Anton Fig (unter anderem Bob Dylan, B. B. King und Ace Frehley) und Brian Tichy (Whitesnake).
Alle Titel des Albums mit Ausnahme der Coverversionen „Nothing Going On“ (Clawfinger) und Time to Run (Phantom Blue) wurden unter Beteiligung von Kivi komponiert und getextet. Die Arrangements entstanden in Zusammenarbeit mit Kivis Band.
Vorab erschien im September 2008 die Extended Play 21?! mit den späteren Albumtracks 21!, Oh Yeah, Rebel und der Clawfinger-Coverversion Nothing Going On.

## Musikstil
Musikalisch ist Marya Roxx eingängiger Rock mit dezenten Hard-Rock- und Metal-Anleihen.

## Titelliste
| #   | Titel                 | Dauer |
| --- | --------------------- | ----- |
| 1.  | Time to Run           | 4:16  |
| 2.  | Oh Yeah               | 3:29  |
| 3.  | Strong                | 3:56  |
| 4.  | 21?! (Single-Version) | 4:22  |
| 5.  | Filth                 | 4:07  |
| 6.  | Rebel                 | 3:11  |
| 7.  | Nothing Going On      | 3:26  |
| 8.  | Loverboy              | 3:23  |
| 9.  | Payback Time          | 3:29  |
| 10. | Boneyard              | 3:57  |

## Rezeption
Das Album wurde von Musikkritikern sehr durchwachsen aufgenommen. Negativ wurde vor allem das offensichtliche Kalkül bewertet. Auf der Kritikerseite musikreviews.de wird das Album despektierlich als Retorten Rock eingeordnet, die Musik wirke „von vorne bis hinten konstruiert und wie am Reißbrett entstanden“.
Matthias Reichel von cdstarts ordnete die CD als „reinrassiges Hardrockalbum“ ein. Kivi orientiere sich an den frühen 1980er Jahren und probiere sich mit „tiefer, angerauter Stimme um eine authentische Vorstellung in ihrem neuen Metier“. Das Ergebnis könne jedoch nicht überzeugen: „Die Songs sind solide, haben aber weder nennenswerte Finessen, noch wirklich gute Melodien. Die Riffs und Soli [...] klingen wie [...] schon zigmal gehört [...] und leider auch immer sehr ähnlich“. Kivi müsse aufpassen, „dass sie nicht wie eine zweitklassige Ausgabe von Doro Pesch und Joan Jett klingt“. Alles in allem sei das Debütalbum der Estin „nur ein ernüchternder Versuch [...], das musikalische Lager zu wechseln, der bereits nach dem zweiten Hördurchgang langweilt und nur schwer ernst genommen werden kann“.
Stormbringer, ein Onlineportal rund um Hard Rock und Heavy Metal, wertet hingegen positiver: Kivis Debüt bewege sich „zwischen klassischem Rock, Hardrock und Sleaze Metal“, die sich in mittlerer Lage bewegende Stimme der Sängerin sei kräftig und ausdrucksstark. „Es sind zwar noch keine wirklichen Überhits zu finden, aber ebensowenig gibt es kompositorische Ausfälle.“ Insgesamt müsse sich Kivi keinesfalls „hinter der zahlreichen, männlichen Konkurrenz [...] verstecken“.
Positiv bewertet wurde dagegen das Album vom Rockmagazin Rock Times. Deren Rezensent Moritz Alves bezeichnete die Musik als ein „groovendes, zeitlos rockendes Metal-Klanggewand“ gepaart mit einem ausdrucksstarken Organ.